# Келлер, Готфрид
Го́тфрид Ке́ллер (нем. Gottfried Keller; 19 июля 1819, Цюрих — 15 июля 1890, там же) — швейцарский писатель, поэт, классик швейцарской литературы. Писал на немецком языке.

## Биография
Отец, одарённый и образованный ремесленник-республиканец, принимавший участие в движении за объединение Швейцарии, умер, когда Готфриду было пять лет; мать вскоре вторично вышла замуж. Обучался сначала в школе для бедных, затем — в индустриальной школе кантона, откуда был исключён. В 1840—1842 годах учился в Академии художеств в Мюнхене. В 1842 году вернулся в Цюрих, где жил до 1848 года. Получив стипендию от правительства кантона, уехал в Гейдельбергский университет, где слушал лекции Людвига Фейербаха «О сущности религии». В 1850 году переехал в Берлин, где находился до конца 1885 года; в 1851 году ему перестали выплачивать стипендию.
С 1861 года он занимал должность статс-секретаря кантона Цюрих.

## Литературная деятельность
Дебютировал в 1846 году книгой стихов политического характера «Песни самоучки». В 1851 году выпустил в Берлине книгу «Новые стихи»; стал пробовать себя в области драматургии, но, потерпев неудачу, переключился на роман, который писал пять лет — «Зелёный Генрих» (нем. Der grüne Heinrich; 1855; вторая редакция 1879—1880). В это же время начал писать в области того жанра, в котором проявилось его художественное дарование: в 1856 году вышел первый сборник новелл «Люди из Зельдвилы» (нем. Die Leute von Seldwyla, т. 1—2, 1856—1874). Затем были изданы «Семь легенд» (нем. Sieben Legenden, 1872), двухтомный сборник «Люди из Зельдвилы» (1873—1874), «Цюрихские новеллы» (нем. Züricher Novellen, 1878), сборник «Изречение» (нем. Das Sinngedicht, 1881), романа «Мартин Заландер» (нем. Martin Salander, 1886). В 1883 году было издано «Собрание стихотворений».

## Сочинения
Переводы на русский язык
- Избранные новеллы. — М.; Л.: Academia, 1934.
- Сказка про котика Шпигеля / пер. с нем. А. С. Кулишер. — М.: Гослитиздат, 1955. — 48 с.
- Зелёный Генрих. — М.: Гос. изд-во худож. лит., 1958.
- Новеллы. — Л.: Худож. лит., 1970.
- Зелёный Генрих. — М.: Худож. лит., 1972. — (Библиотека всемирной литературы)
- Избранное. — Л.: Худож. лит., 1988.
- Сельские Ромео и Джульетта / пер. с нем. А. Ариан. — М.: Гос. изд-во худож. лит., 1954. — 71 с. — 300 000 экз.